# 莫諾班巴區
莫諾班巴區（西班牙語：Distrito de Monobamba），是秘魯的一個區，位於該國中部胡寧大區的豪哈省，始建於1956年2月2日，面積295.83平方公里，海拔高度1,450米，2005年人口1,698，人口密度每平方公里5.7人。